# Vojtěch Chytil
Vojtěch Chytil (4. února 1896 Kandia – 9. května 1936 Bratislava) byl český malíř, učitel malby, diplomat a sběratel asijského umění.

## Život
Vojtěch Chytil se narodil 4. února 1896 do chudé rodiny krejčího v osadě Kandia, jež je součástí obce Laškov nedaleko Litovle v okrese Prostějov. Převážnou část mládí strávil v Litovli, kde byl podporován rodinou majitele pivovaru Františka Svozila a vystudoval zde čtyři třídy zemské reálky. Již v sekundě byl „objeven“ olomouckým profesorem Wellnerem, podporoval ho též prof. Otakar Lachman, který byl sám absolventem pražské AVU. Tam v roce 1912 odešel studovat i šestnáctiletý Vojtěch. Do roku 1915, kdy do Chytilových studií vstoupila světová válka, stihl absolvovat pět semestrů Všeobecné školy pod vedením profesorů Josefa Loukoty, Vlaho Bukovace, Jana Preislera a Vojtěcha Hynaise. Spřátelil se mimo jiné se spolužákem Františkem Podešvou, který později vedl uměleckou revue Salon, do níž Chytil za svého působení v Číně posílal články a fotografie, a také nejednou poskytl příteli z mládí ubytování při jeho pozdějších návratech z cest.
K 15. dubnu 1915 nastoupil vojenskou službu a sloužil u 13. pluku zeměbrany v Olomouci, který bojoval na východní frontě. V polovině roku 1916 padl během tzv. Brusilovy ofenzívy na území dnešní Ukrajiny do ruského zajetí a coby zajatec prošel Ruskem přes Kyjev a Tambov až do Čeljabinsku. Zde se podle některých zpráv[zdroj?] nakazil tyfem, s nímž pak bojoval dalších dvacet let. Přihlásil se také „do služeb Národní Rady“, tj. fakticky přeběhl z řad rakouskouherských zajatců k některému z československých vojenských útvarů, které na Ukrajině a Rusi bojovaly po boku ruských vojsk proti Rakousko-Uhersku. (V databázi legionářů Vojenského historického ústavu ale není uveden.) Jeho poslední válečnou destinací se stal Omsk, kde do konce roku 1916 sloužil u 11. sanitního okruhu. Padl však znovu do zajetí, tentokrát německého. Z něho se mu v zimě po Vánocích roku 1917 podařilo uprchnout a podle svých slov s malým příručním kufříkem a třemi sty rublů v kapse projel vlakem větší část Sibiře až do Vladivostoku. Nechal se najmout na loď plující do Japonska, kde za stravu a přístřeší sloužil jako pomocný kuchař, a z Japonska pak pokračoval lodí do Šanghaje, kam dorazil na jaře 1918. Lodí se vydal dále do vnitrozemí a usadil se ve městě Chan-kchou, ležícím na Dlouhé řece. Rychle se spřátelil s bohatými ruskými obchodníky, využíval především pohostinnosti rodiny místního magnáta J. K. Panoffa a jeho ženy. Bylo zde také usazeno několik Čechů, s jejichž pomocí založil malou malířskou školu a zároveň prodával své vlastní obrazy.

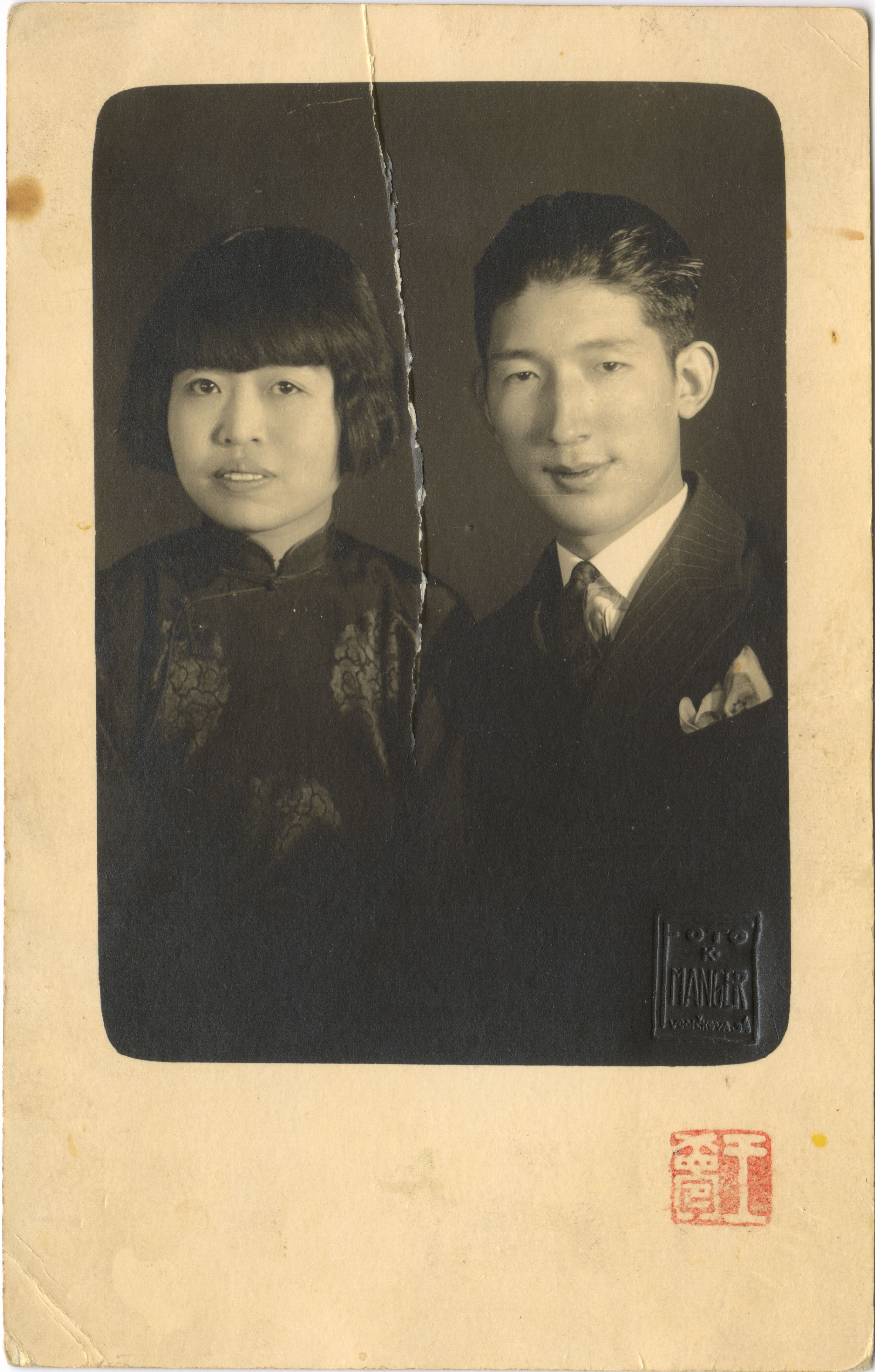
Wang Meng, Sun Kewu, ca 1926

Poté, co koncem roku 1918 vydělal během třídenní prodejní výstavy v Šanghaji větší obnos, si mohl dovolit přestěhovat se do Pekingu a začít poznávat taje a kouzlo bývalého císařského hlavního města. I zde se záhy seznámil s cizinci, kteří byli v Pekingu usazeni v rozsáhlé cizinecké čtvrti poblíž bývalého císařského paláce. V letech 1919–1921 se sice krátce vrátil do Prahy, aby zde dokončil studium na Akademii výtvarných umění, avšak již v srpnu 1921 byl znovu vyslán na Dálný východ, tentokrát jako smluvní úředník ministerstva zahraničí. Po krátkém působení na vyslanectví v Tokiu se s legačním radou Rudolfem Weinzetlem přesunul do Pekingu, kde zůstal v konzulární službě až do roku 1925. V témže roce se v Pekingu oženil s Ruskou Ninou Michajlovnou Kokorinovou (1899/1909–1981), po ovdovění provdanou Otavovou.
Mezi lety 1923-1927 vyučoval techniky západního akvarelu a olejomalby na Katedře západní malby pekingské Akademie výtvarných umění (National Academy of Fine Arts, Peking), kde byli jeho nejvýznamnějšími žáky akvarelista Li Ťien-čchen, malíř tušové malby Li Kchu-čchan a pozdější studenti Maxe Švabinského Wang Meng a Sun Kche-wu. Zároveň se zde však seznámil s mistry moderní tušové malby, jako byli malíři Ťin Čchengova okruhu, Čchi Paj-š´, Siao Sun a Čchen Pan-ting. Jejich díla začal Chytil ve velkém sbírat a roku 1927 se rozhodl, že v Evropě uspořádá historicky první výstavu soudobého tušového malířství.
Na rozdíl od jiných evropských sběratelů, kteří se stále ještě zajímali hlavně o starou čínskou malbu a předměty užitého umění, si předsevzal shromáždit sbírku moderní čínské tušové malby, která neměla tehdy v západních zemích obdoby. Do své předčasné smrti v roce 1936 nakoupil několik set těchto obrazů a spolu s dalšími asijskými uměleckými předměty je postupně představil na více než dvaceti výstavách v evropských kulturních metropolích. Po jeho smrti pokračovala ve výstavní činnosti až do roku 1938 Chytilova manželka Nina za pomoci přátel, především umělce a rodinného přítele Ludvíka Kuby.

## Výstavy
- Čínské umění, Praha, 21. leden – 12. únor 1928
- Výstava čínského a japonského umění, Ostrava, 18. listopad – 4. prosinec 1928
- 51. výstava Jednoty umělců výtvarných v Praze. Japonské a čínské umění současné, Praha, 6. březen – 7. duben 1929
- Wang-So-Ling, Shita Sun. Akvarely na hedvábí, Praha, 18.–28. říjen 1929
- 111. výstava Sdružení výtvarných umělců vídeňské secese. Čínská malba, japonské dřevořezy (CXI. Ausstellung der Vereinigung bildender Künstler Wiener Secession. Chinesische Malerei, Japanische Holzschnitte), Vídeň, 15. březen – 21. duben 1930
- Výstava soudobého umění čínského a japonského, Brno, 11. květen – 9. červen 1930
- Moderní malíři z Číny a Japonska (Moderne Maler aus China und Japan), Berlín, 20. září – říjen 1930
- Výstava čínského umění (A kínai képzömüvészeti kiállitás), Budapešť, 22. listopad – prosinec 1930
- Výstava moderního čínského a japonského umění (Kunst Ausstellung moderner Chinesischer und Japanischer Kunst), Karlovy Vary, 15. červen – 15. červenec 1931
- 161. výstava S. V. U. Mánes, Umění Tibetu, Mongolska a současné Číny, Praha, 2.–28. září 1931
- 20. výstava sdružení západočeských výtvarných umělců v Plzni. Čínské umění a japonský dřevoryt, Plzeň, 18. říjen – 8. listopad 1931
- Výstava čínského a japonského umění, Olomouc, 20. prosinec 1931 – 10. leden 1932
- Výstava čínského a japonského umění, Pardubice, 24. duben – 17. květen 1932
- Umění Japonska a Číny, Praha, ? – 24. listopad 1932
- Výstava soudobého i starého umění Číny, Japonska a Tibetu, Ostrava, 1.–31. prosinec 1932
- Současné čínské umění (Contemporary Chinese Art), Londýn, 23. květen – 22. červenec 1933
- Sbírka moderního čínského umění profesora Chytila (Professor Chytil’s Collection of Modern Chinese Art), Londýn, 14. červen – 28. červenec 1934
- Výstava čínského umění (přesný název neznámý), Bratislava, 25. srpen – 15. září 1935
- Čína ve Slaném, Slaný, 3.–10. listopad 1935
- Výstava starého a nového čínského umění (Ausstellung alter und neuer Chinesischer Kunst), Vídeň, 16. duben – květen 1936
- Posmrtná výstava děl ze sbírky Vojtěcha Chytila (přesný název neznámý), Karlovy Vary, srpen – září 1936
- Posmrtně Umenie Tibetu, Mongolska a súčasnej Číny, Košice, 5.–31. prosinec 1936
- Posmrtně Čínské a japonské umění současnosti (Chinesische und japanische Kunst der Gegenwart), Brno, 4.–25. duben 1937
- Posmrtně Výstava čínského umění a uměleckého řemesla (A kínai képzömüvészeti és iparmüvészeti kiállitás), Budapešť, 13.–27. únor 1938
- Retrospektivní výstavu Sbírka Vojtěcha Chytila: Čína, Japonsko, Tibet (Dům umění Brno 24. března - 14. května 1989) uspořádal Oldřich Král

## Sbírka
Vojtěch Chytil do Evropy ve dvacátých a třicátých letech 20. století přivážel stovky uměleckých děl ze zemí Dálného východu. Většinu z nich představil na prodejních výstavách, kterých mezi lety 1928 a 1938 proběhlo více než dvacet. Řada uměleckých předmětů se zde prodala, a dostaly se tak do dobových soukromých sbírek v mnoha místech střední Evropy. Díla, kterých si Chytil cenil nejvíce, však vystavoval jako neprodejná a po jeho smrti v roce 1936 je zdědila manželka Nina. Ta je po své smrti téměř o padesát let později odkázala Národní galerii v Praze. Zde se dodnes nachází přes dvě stovky artefaktů z Číny, Tibetu, Japonska a Koreje, které mají původ v Chytilově sbírce.
Nejvýznamnější částí původní Chytilovy sbírky je soubor moderních čínských tušových maleb, kterému vévodí díla malíře Čchi Paj-š´e. Najdeme zde nicméně také řadu maleb Siao Suna a Čchen Pan-tinga, jejichž díla se v západních sbírkách téměř nevyskytují, a dále práce dnes již zapomenutých pozoruhodných umělců Siao Sung-žena, Šao Si-liena, Chan Jung-čchanga a dalších. Vedle moderní malby sbíral Chytil také staré čínské malířství a japonské dřevořezy, čínské podmalby na skle, archaické čínské umění, porcelán, lakový nábytek, oděvy a koberce. Další významnou část jeho sbírky tvořila stará tibetská malba, tzv. thangky, a čínské a tibetské buddhistické sochy. Díky jeho kontaktům s předními znalci a sběrateli tibetského umění jeho doby se do sbírek Národní galerie dostaly prvotřídní ukázky těchto artefaktů z klášterů v Tibetu, ale i v okolí Pekingu, které čínská republikánská vláda nepodporovala, a byly proto nuceny rozprodávat svůj majetek.

## Dílo

### Malby
Vlastní malby Vojtěcha Chytila se do dnešní doby zachovaly jen zcela výjimečně. O tom, jak vypadala díla, která prodával během svého pobytu v Číně a vydělával si jimi na živobytí, se dozvídáme z dobového čínského tisku, především z časopisů vydávaných cizinci usazenými v Číně, jako byl The China Journal for Science and Arts, který obsáhle informoval o výročních výstavách zahraničních malířů v Šanghaji. Několik málo Chytilových prací se zachovalo ve sbírkách dědiců na Moravě a na Slovensku, kde spolu se svou sestrou a švagrem vlastnil statek v obci Svrbice. Dále je dochována pozoruhodná sbírka v USA, jejíž původ se datuje ještě k Chytilovu pobytu v Chan-kchou v roce 1918. Ve veřejných sbírkách v České republice, ale ani jinde v Evropě, se vlastní díla Vojtěcha Chytila nenachází.

### Publicistika
Vojtěch Chytil přispíval do českých deníků (např. Lidové noviny) a časopisů (např. Salon) články o zemích, ve kterých pobýval.

## Galerie

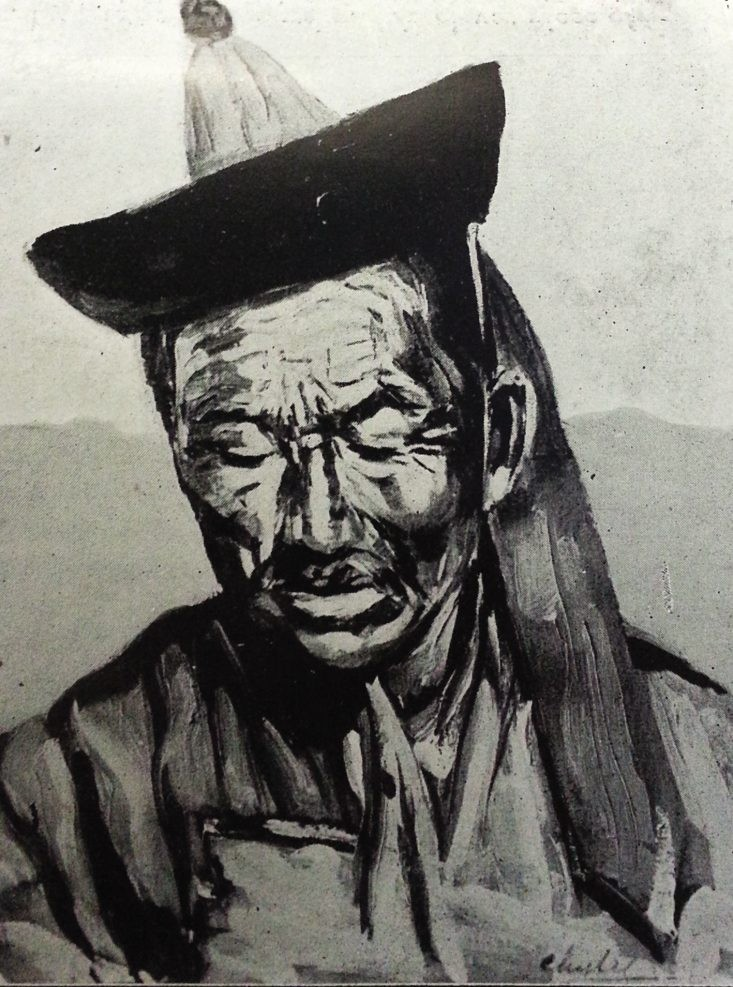
Vojtěch Chytil, Mongolský domorodec, malba tuší, 1925
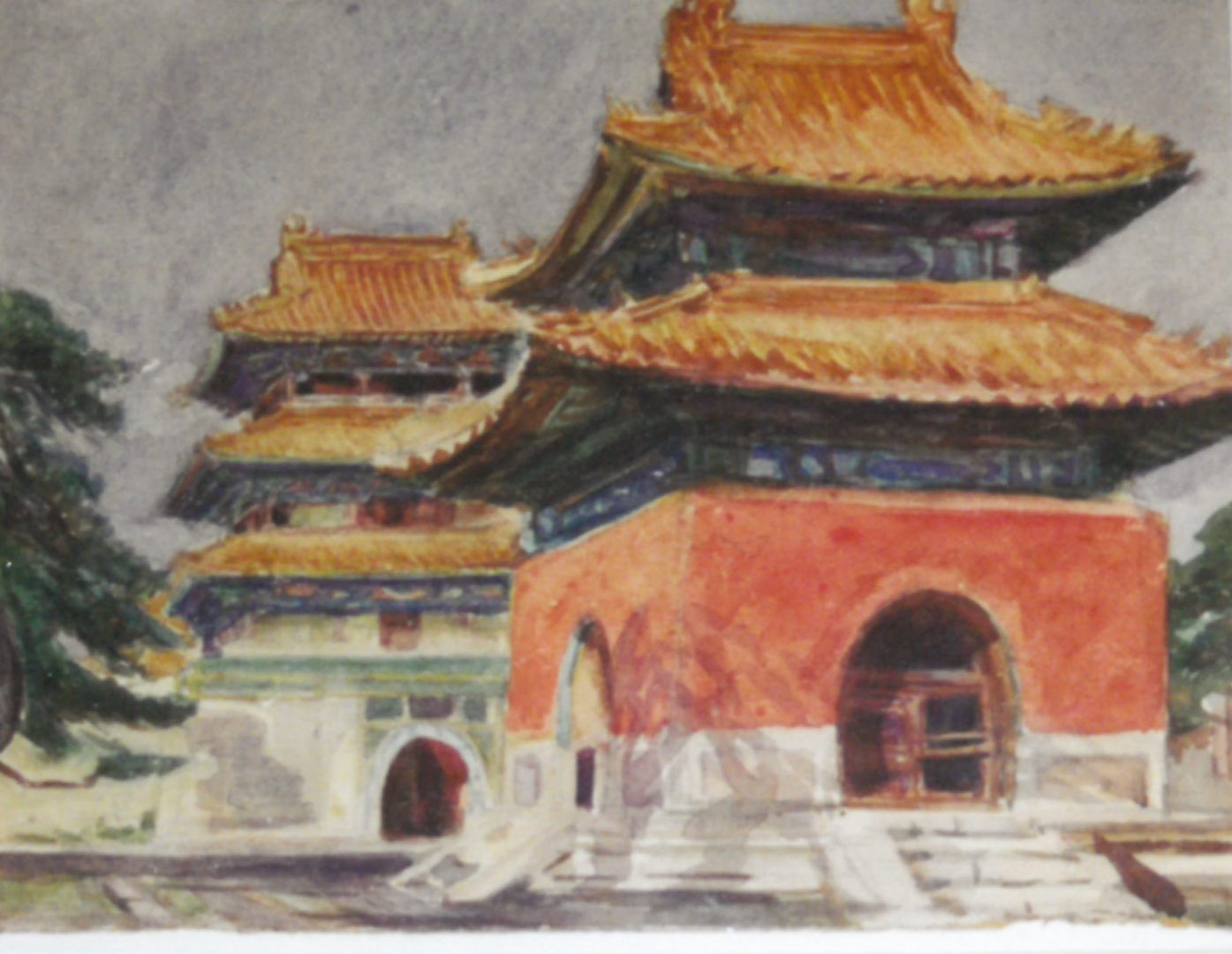
Vojtěch Chytil, Císařské hrobky poblíž Mukdenu, 1922, akvarel na papíře

### Adresáře
- 1929 Adresář výtvarných umělců československých, Syndikát výtvarných umělců československých